# Раск (округ, Висконсин)
Округ Раск (англ. Rusk County) располагается в штате Висконсин, США. Официально образован в 1901 году. По состоянию на 2010 год, численность населения составляла 14 755 человек.

## География
По данным Бюро переписи США, общая площадь округа равняется 2411,292 км2, из которых 2367,262 км2 суша и 44,030 км2 или 1,900 % это водоёмы.

## Население
По данным переписи населения 2000 года в округе проживает 15 347 жителей в составе 6 095 домашних хозяйств и 4 156 семей. Плотность населения составляет 6,00 человек на км2. На территории округа насчитывается 7 609 жилых строений, при плотности застройки около 3,00-х строений на км2. Расовый состав населения: белые — 97,69 %, афроамериканцы — 0,51 %, коренные американцы (индейцы) — 0,42 %, азиаты — 0,26 %, гавайцы — 0,10 %, представители других рас — 0,35 %, представители двух или более рас — 0,66 %. Испаноязычные составляли 0,76 % населения независимо от расы.
В составе 28,60 % из общего числа домашних хозяйств проживают дети в возрасте до 18 лет, 55,90 % домашних хозяйств представляют собой супружеские пары проживающие вместе, 7,90 % домашних хозяйств представляют собой одиноких женщин без супруга, 31,80 % домашних хозяйств не имеют отношения к семьям, 27,00 % домашних хозяйств состоят из одного человека, 14,30 % домашних хозяйств состоят из престарелых (65 лет и старше), проживающих в одиночестве. Средний размер домашнего хозяйства составляет 2,45 человека, и средний размер семьи 2,97 человека.
Возрастной состав округа: 24,80 % моложе 18 лет, 7,90 % от 18 до 24, 24,80 % от 25 до 44, 24,10 % от 45 до 64 и 24,10 % от 65 и старше. Средний возраст жителя округа 40 лет. На каждые 100 женщин приходится 98,50 мужчин. На каждые 100 женщин старше 18 лет приходится 97,40 мужчин.